# ایوجیما، توکیو
ایوجیما، توکیو (به لاتین: Iōjima) یک منطقهٔ مسکونی در ژاپن است که در کانتو واقع شده‌است. ایوجیما ۱٬۰۱۸ نفر جمعیت دارد.